# Indomolgus brevisetosus
Indomolgus brevisetosus is een eenoogkreeftjessoort uit de familie van de Rhynchomolgidae. De wetenschappelijke naam van de soort is voor het eerst geldig gepubliceerd in 1966 door Humes & Ho.